# Lechia/Polonia Gdańsk
Lechia/Polonia Gdańsk – nieistniejący już klub piłkarski z siedzibą w Gdańsku, który powstał w wyniku fuzji dwóch klubów: II-ligowej Polonii Gdańsk oraz III-ligowej Lechii Gdańsk w 1998 roku. Głównym sponsorem nowego klubu zostało Centrum Handlowe Ptak. Po dwóch latach firmę Antoniego Ptaka w roli sponsora zastąpiło Pomorskie Towarzystwo Leasingowe.
Klub rozegrał 3 sezony w II lidze: 
- sezon 1998/1999 (7. miejsce)

37 punktów w 26 meczach, 
11 zwycięstw, 4 remisy, 11 porażek, 
bramki 32:33.
- sezon 1999/2000 (14. miejsce)

61 punktów w 46 meczach, 
16 zwycięstw, 13 remisów, 17 porażek, 
bramki 55:63.
- sezon 2000/2001 (19. miejsce)

34 punkty w 38 meczach,
8 zwycięstw, 10 remisów, 20 porażek, 
bramki 36:57,
spadek do III ligi.
Po trzech latach występów w II lidze, w 2001 roku, klub spadł do III ligi. W 2001 powstał nowy klub piłkarski Ośrodek Szkolenia Piłkarskiego Lechia Gdańsk, jako kontynuator tradycji BKS Lechii Gdańsk, który wystartował w rozgrywkach A-klasy.
- sezon 2001/2002 (15. miejsce)

39 punktów w 36 meczach,
11 zwycięstw, 6 remisów, 19 porażek,
bramki, 42:66.
spadek do IV ligi.
W sezonie 2002/2003 klub rozwiązano.
W 2001 Lechia wystąpiła z klubu Lechia/Polonia Gdańsk i rozpoczęła rozgrywki od A klasy (VI ligi) jako nowy klub „Ośrodek Szkolenia Piłkarskiego Lechia Gdańsk” będący kontynuatorem tradycji BKS Lechia Gdańsk, która to drużyna corocznie awansując doszła do II ligi w 2005.